# Julio Uriarte
Julio Uriarte García (Catubig, 15 dicembre 1914 – 21 ottobre 1992) è stato un calciatore spagnolo, nato nelle Filippine.

## Carriera
Nel 1934 iniziò a giocare nel Zaragoza Football Club, squadra della città di Saragozza, in Aragona.
Dopo due stagioni in Segunda División, nel 1936 la squadra ottenne la prima promozione in massima serie della sua storia. Il campionato fu sospeso per tre anni a causa della guerra civile spagnola, così Uriarte esordì in Primera División il 3 febbraio 1939 in occasione della prima partita di campionato, vinta per 3-2 contro il Celta Vigo. Uriarte giocò tutte le partite del campionato, contribuendo al raggiungimento del settimo posto in classifica. Anche nella stagione successiva non saltò nessuna partita e il 22 dicembre 1940 realizzò un gol nella partita terminata 2-2 contro l'Athletic Club di Bilbao. Il Zaragoza arrivò al penultimo posto in campionato e retrocesse in Segunda División ma tornò in massima serie dopo una stagione. Anche la stagione 1942-1943 si concluse con la retrocessione degli aragonesi, allenati da Jacinto Quincoces. Uriarte giocò otto partite, scendendo sempre in campo dal 17 gennaio 1943 al 7 marzo. Collezionò l'ultima presenza con lo Zaragoza il 16 maggio 1943, in occasione di una vittoria per 1-0 in casa del Valencia.

## Palmarès

### Club

#### Competizioni nazionali
- Segunda División (Spagna): 1

Real Saragozza: 1935-1936